# Avilaia cordillerensis
Avilaia cordillerensis is een hooiwagen uit de familie Zalmoxioidae. De wetenschappelijke naam van Avilaia cordillerensis gaat terug op González-Sponga.